# Санта Мария (Калифорния)
Вижте пояснителната страница за други значения на Санта Мария.
Санта Мария (на английски: Santa Maria, в превод от испански: "Света (дева) Мария") е град в окръг Санта Барбара в щата Калифорния, САЩ.
Има население от 90 124 жители (оценка, 2005 г.), а общата площ на града е 51,2 км² (19,8 мили²).
Магистрала 101 преминава през Санта Мария и е главната магистрала, която свързва всички градове на централното крайбрежие.